# Spinolaschans

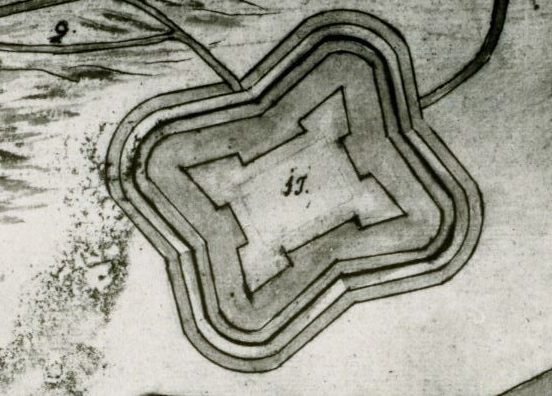
De Spinolaschans op een kaart uit 1642

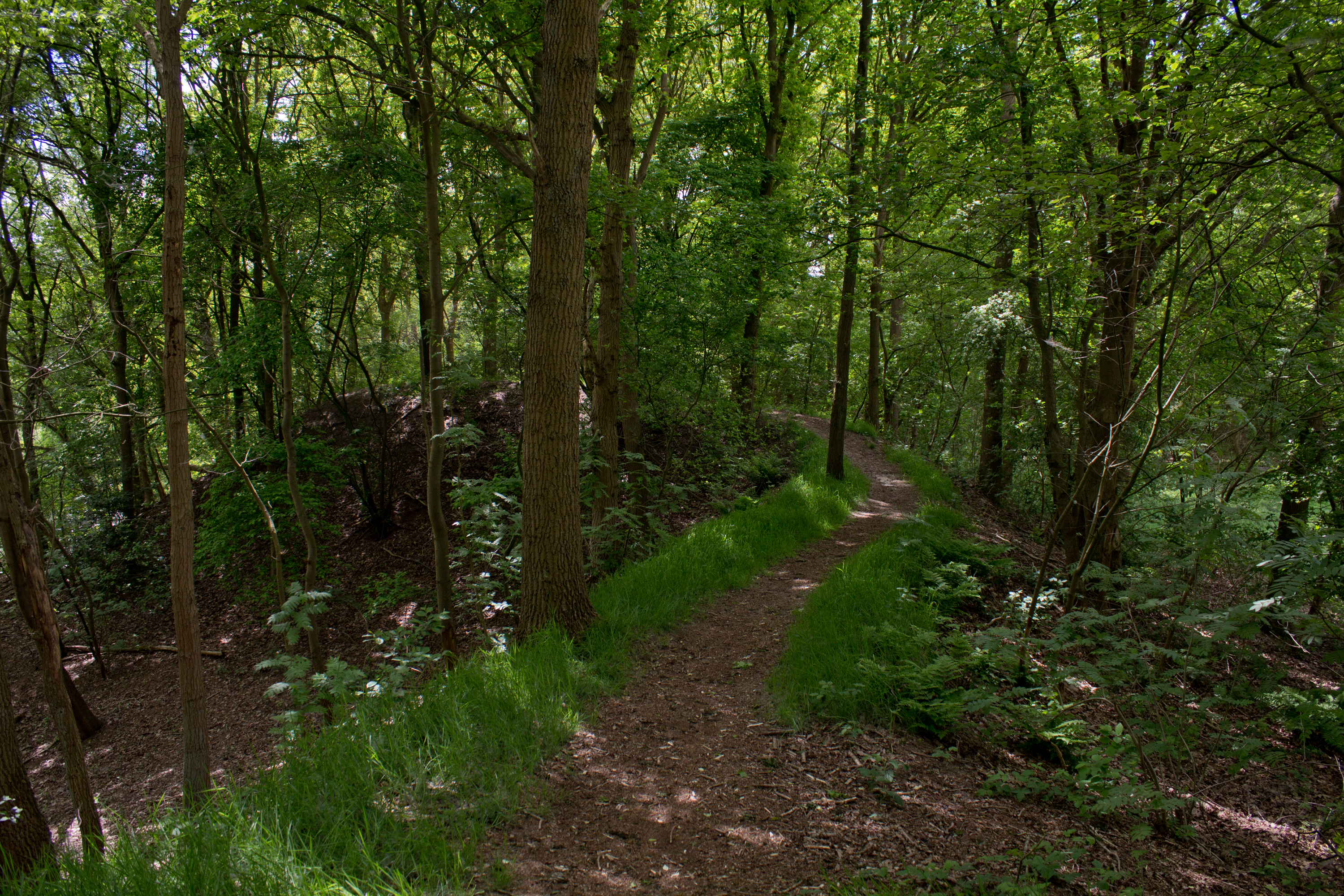
Zicht op het zuidwestelijke bastion

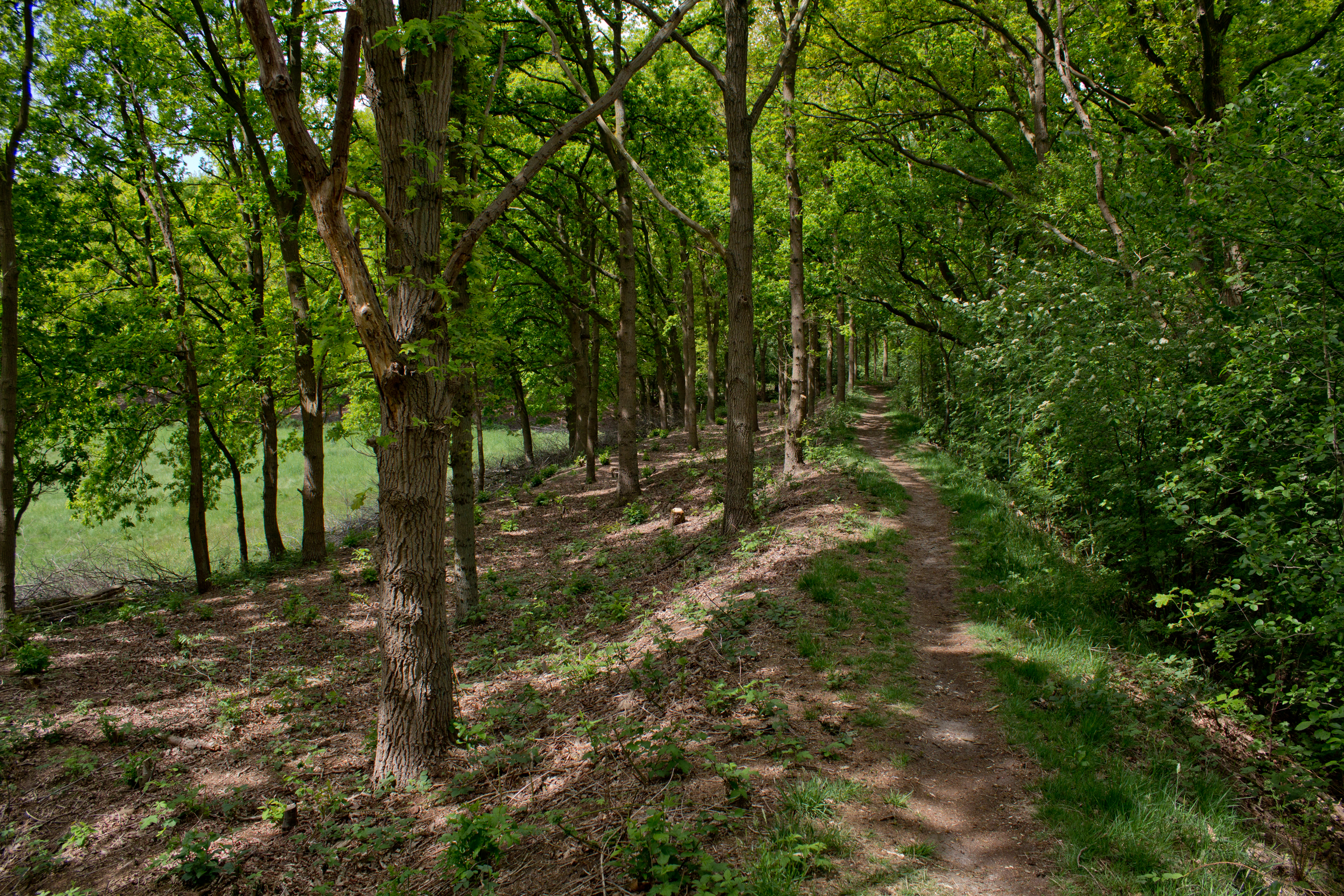
Zicht op de oostelijke courtine

De Spinolaschans of Grote Schans is een schans gelegen tussen Terheijden en Breda aan de rivier de Mark die gebruikt is door de Staatse troepen tijdens het Beleg van Breda door Frederik Hendrik in 1637. Een voorganger van deze schans werd gebouwd door legers van Ambrogio Spinola tijdens het beleg van 1624-1625, waaraan de schans zijn naam ontleent. Deze voorganger maakte deel uit van de Bredase circumvallatielinie. De schans is tot 1952 als verdedigingswerk in gebruik geweest en werd tussen 1952 en 1962 gedemilitariseerd.

## Geschiedenis
Tijdens de Tachtigjarige Oorlog kwam Breda afwisselend in Staatse en Spaanse handen. In 1624 werd de schans aangelegd met het doel om de land- en waterweg ten noorden van Breda te beheersen voor de belegering van deze stad. Het gehucht Hertel moest hiervoor wijken. De schans maakte deel uit van een 50 kilometer lange circumvallatielinie met als doel de stad af te sluiten van de buitenwereld. De schans werd na de capitulatie van Breda onmiddellijk ontmanteld om te voorkomen dat deze in Staatse handen zou komen. In 1637 liet Frederik Hendrik de schans opnieuw opwerpen waarbij de schans in gebruik werd genomen voor een Staatse belegering. Pas in 1952 werd de schans als verdedigingswerk opgeheven.

## Tegenwoordig
Niet militairen maar flora en fauna beheersen tegenwoordig de schans. In het jaar 2007 zijn onder archeologische begeleiding een aantal poelen aan de west- en noordzijde van de schans aangelegd. Hiermee werd een natte ecologische verbindingszone aangelegd tussen de Vuchtpolder en het natuurgebied rondom de schans. Archeologen troffen in de noordelijke poel resten van een bakstenen vloerfragment en een vermoedelijke haardkuil aan.